# Cero elevado a cero
Cero elevado a cero (denotado 00) es una expresión matemática que se define como 1 o se deja indefinida, dependiendo del contexto. En álgebra y combinatoria, se suele definir como 1. En análisis matemático, a veces no se define. Los lenguajes de programación y los programas de ordenador también tienen formas diferentes de tratar esta expresión.

## Exponentes enteros
Muchas fórmulas ampliamente utilizadas que implican exponentes de números naturales requieren que 00 se defina como 1. Por ejemplo, las tres interpretaciones siguientes de b0 tienen tanto sentido para b = 0 como para los enteros positivos b:
- La interpretación de b0 como producto vacío le asigna el valor 1;
- la interpretación combinatoria de b0 es el número de 0-tuplas de elementos de un conjunto de b-elementos; hay exactamente una 0-tupla;
- la interpretación en teoría de conjuntos de b0 es el número de funciones del conjunto vacío a un conjunto de b-elementos; existe exactamente una función de este tipo, a saber, la función vacía.

Los tres se particularizan en dar 00 = 1.

## Polinomios y series de potencias
Al evaluar polinomios, es conveniente definir 00 como 1. Un polinomio (real) es una expresión de la forma a0x0 + ⋅⋅⋅ + anxn, donde x es una indeterminada, y los coeficientes ai son números reales. Los polinomios se suman por términos y se multiplican aplicando la ley distributiva y las reglas habituales para los exponentes. Con estas operaciones, los polinomios forman un anillo R[x]. 

## Exponentes continuos

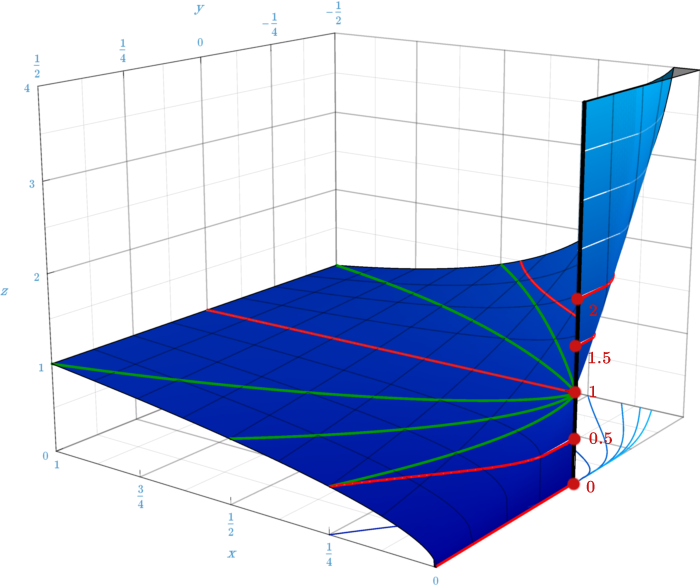
Dibujo de. Las curvas rojas (con constante) tienen diferentes límites cuando se aproxima a. En cambio las curvas verdes (de pendiente constante finita,) tienden todas a 1 cuando nos aproximamos al origen.

Los límites que involucran operaciones algebraicas a menudo pueden ser evaluadas reemplazando las variables por sus límites. Si la expresión resultante no determina el límite, la expresión es conocida como una forma indeterminada. De hecho, cuándo{\displaystyle f(t)} y {\displaystyle g(t)} son funciones reales ambas con límite 0  cuando {\displaystyle t} tiende a infinito y {\displaystyle f(t)>0}, la función {\displaystyle f(t)^{g(t)}} no necesariamente se acerca a 1 cuando {\displaystyle f(t)} y {\displaystyle g(t)} tienden a 0. En ese caso, el límite de {\displaystyle f(t)^{g(t)}} puede ser cualquier número real o puede divergir. Por ejemplo, las funciones de más abajo son de la forma {\displaystyle f(t)^{g(t)}} con {\displaystyle f(t)\to 0} y {\displaystyle g(t)\to 0}  cuando {\displaystyle t\to 0^{+}}pero los límites son diferentes:
{\displaystyle \lim _{t\to 0^{+}}{t}^{t}=1,}
{\displaystyle \lim _{t\to 0^{+}}\left(e^{-{\frac {1}{t^{2}}}}\right)^{t}=0,}
{\displaystyle \lim _{t\to 0^{+}}\left(e^{-{\frac {1}{t^{2}}}}\right)^{-t}=+\infty ,}
{\displaystyle \lim _{t\to 0^{+}}\left(e^{-{\frac {1}{t}}}\right)^{at}=e^{-a}.}
Así, la función de dos variable {\displaystyle x^{y}} es continua en el dominio{\displaystyle \{(x,y):x>0\}} pero no se puede extender como función continua el dominio {\displaystyle \{(x,y):x>0\}\cup \{(0,0)\}}.  Aun así, bajo ciertas condiciones, como cuándo {\displaystyle f} y {\displaystyle g} son ambas funciones analíticas  en cero y {\displaystyle f} es positiva en el intervalo abierto {\displaystyle (0,b)} para algún positivo {\displaystyle b}, el límite por la derecha en 0 siempre es 1.

## Exponentes complejos
En los números complejos, la función {\displaystyle z^{w}} puede ser definida para  {\displaystyle z} no nulo eligiendo una rama de {\displaystyle \operatorname {log} \,z} y definiendo {\displaystyle z^{w}} como {\displaystyle e^{w\operatorname {log} \,z}}. Esto no define {\displaystyle 0^{w}} puesto que no hay ninguna rama de {\displaystyle \operatorname {log} \,z} definida en 0.

## La historia de00{\displaystyle 0^{0}}desde diferentes puntos de vista
El debate sobre la definición de {\displaystyle 0^{0}} viene desde al menos desde comienzos del siglo XIX. En aquel tiempo, la mayoría de los matemáticos estaba de acuerdo en que {\displaystyle 0^{0}=1}, hasta que en 1821 Cauchy listó {\displaystyle 0^{0}} junto con las expresiones del tipo {\displaystyle {\frac {0}{0}}} en la tabla de formas indeterminadas. En el año 1830 en el Guglielmo Libri Carucci dalla Sommaja publicó un argumento poco convincente de que {\displaystyle 0^{0}=1}, y Möbius a la par, erróneamente afirmó que {\displaystyle \lim _{t\to 0^{+}}f(t)^{g(t)}=1} siempre y cuando {\displaystyle \lim _{t\to 0^{+}}f(t)=\lim _{t\to 0^{+}}g(t)=0}. Un comentarista quien firmó su nombre sencillamente tan solo con "S" proporcionó un contraejemplo con la función {\displaystyle (e^{-1/t})^{t}}, y esto calmó el debate por algún tiempo. Más detalles históricos pueden encontrarse en Knuth (1992).
Autores más recientes interpretan la situación de diferentes maneras:
- Algunos argumentan que el valor más adecuado para {\displaystyle 0^{0}} depende del contexto.  Según Benson (1999), "La elección de como definir {\displaystyle 0^{0}} está basada en la conveniencia, no en la exactitud. [...] El consenso es  utilizar la definición {\displaystyle 0^{0}=1}, a pesar de que  hay libros de texto que creen que es conveniente no establecer una definición."[14]
- Otros argumentan que {\displaystyle 0^{0}} debería ser definido como 1. Knuth (1992) afirma  fuertemente que {\displaystyle 0^{0}} "tiene que ser 1", resaltando una distinción entre el valor {\displaystyle 0^{0}}, el cual tiene que ser igual a 1, de acuerdo  a lo dicho por Libri, y la forma límite {\displaystyle 0^{0}} (una abreviatura para un límite de {\displaystyle f(x)^{g(x)}} cuando {\displaystyle f(x),g(x)\to 0} ), la cual es necesariamente una forma indeterminada como fue dicho por Cauchy: "Ambos Cauchy y Libri dijeron lo correcto, pero Libri y sus defensores no entendieron por qué la verdad estaba de su lado."[13]  Vaughn da muchos ejemplos de teoremas cuyos enunciados requieren que {\displaystyle 0^{0}=1} para ser expresados en forma sencilla.[15]